# Зайончковский, Андрей Медардович
Андре́й Меда́рдович Зайончко́вский (8 [20] декабря 1862 — 22 марта 1926, Москва) — русский и советский военачальник, историк и теоретик, генерал от инфантерии.

## Биография
Православный. Из потомственных дворян Орловской губернии. Его отец — статский советник, начальник Туркестанского почтово-телеграфного округа Медард-Ипполит Андреевич Зайончковский происходил из польской шляхты, мать — Надежда Николаевна, урождённая Дазинская. В семье у них было пятеро детей: два сына — Николай и Андрей и три дочери — Анна, Ольга и Зинаида.
Окончил Орловский кадетский корпус (1879 год) и Николаевское инженерное училище (1882 год).
Выпущен подпоручиком в 5-й сапёрный батальон. 1 января 1885 произведён в поручики. В 1888 году окончил Николаевскую академию Генерального штаба по 1-му разряду.
С 1 января по 1 декабря 1890 — старший адъютант 1-й гвардейской кавалерийской дивизии.
Капитан (старшинство с 1 апреля 1890 года).
С 9 декабря 1890 по 23 июня 1895 года — старший адъютант штаба Гвардейского корпуса. Цензовое командование ротой отбывал в лейб-гвардии Егерском полку (16 октября 1892 — 11 октября 1893 года).
Подполковник (старшинство с 23 июня 1895 года).
С 23 июля 1895 года — штаб-офицер для особых поручений при штабе 1-го армейского корпуса.
С 28 сентября 1898 года — штаб-офицер для поручений при штабе войск Гвардии и Петербургского военного округа.
Полковник (старшинство с 18 апреля 1899 года).
С 3 апреля 1900 года — штаб-офицер для особых поручений при главнокомандующем войсками Гвардии и Петербургского военного округа. Цензовое командование батальоном отбывал в лейб-гвардии Егерском полку.
С 21 января 1902 года — начальник штаба 2-й гвардейской кавалерийской дивизии.
С 17 августа 1902 по 18 мая 1904 года состоял при великом князе Михаиле Николаевиче.
В 1902 году — секретарь Комитета по восстановлению памятников Севастопольской обороны. Готовил к изданию мемуары ветерана Крымской войны генерал-лейтенанта П. К. Менькова.
Во время русско-японской войны — командир 85-го пехотного Выборгского полка (18 мая 1904 — 9 марта 1905 года).
Командир 2-й бригады 3-й Сибирской пехотной дивизии (9 марта — 7 сентября 1905 года).
За боевые отличия награждён Золотым оружием «За храбрость» (1906).
С 7 сентября 1905 года — генерал для поручений при главнокомандующем войсками Гвардии и Петербургского ВО.
С 18 февраля 1906 года — командир лейб-гвардии Егерского полка, с 10 июля 1908 года — командир 1-й бригады 1-й гвардейской пехотной дивизии.
В чине генерал-лейтенанта с 30 июля 1912 года командовал 37-й пехотной дивизией 18-го армейского корпуса Петербургского военного округа.
С 27 марта 1915 года — командир 30-го армейского корпуса.
С 12 августа 1916 года — командир 47-го армейского корпуса.
Одновременно в августе — октябре 1916 года командовал русско-румынской Добруджанской армией, составленной из его 47-го корпуса и остатков разбитой 3-й румынской армии. После поражения Добруджанской армии в сражении при Копадине был отстранён от командования армией и отозван обратно на Юго-Западный фронт.
С 22 октября 1916 года — командир 18-го армейского корпуса.
Генерал от инфантерии (10 апреля 1916 года; старшинство с 10 июня 1915 года).
После Февральской революции 2 апреля 1917 года переведён в резерв чинов при штабе Петроградского военного округа, а 7 мая уволен от службы с мундиром и пенсией.
В 1918 году добровольно вступил в РККА, состоял старшим делопроизводителем Отчётно-организационного отдела Организационного управления Всероглавштаба, начальник штаба 13-й армии (1919), состоял в распоряжении и для особых поручений при начальнике Полевого штаба РККА, член Особого совещания при Главкоме. Известно, что в 1918 году один или два раза был арестован по подозрению в контрреволюционной деятельности, но после кратковременного заключения был отпущен.
19 октября 1920 года был арестован чекистами в своей квартире в Москве. После двух допросов в первые дни после ареста его более не допрашивали. Обвинялся в участии в антисоветской подпольной организации и в переброске бывших офицеров к Деникину в 1919 году. В тюрьме тяжело заболел. В декабре 1921 года освобождён.
По данным, приводимым Сувенировым О. Ф. в монографии «1937. Трагедия Красной Армии», с 1921 года был секретным сотрудником ВЧК—ОГПУ. По мнению А. В. Ганина, именно согласие на вербовку и стало причиной освобождения Зайончковского из тюрьмы. Сувениров указывает, что в основе дела «Весна» 1930—1931 годов лежали оперативные материалы, ранее полученные от Зайончковского, а также его дочери, Ольги Андреевны Зайончковской-Поповой.
В 1922—1926 годах — профессор Военной академии им. М. В. Фрунзе на кафедре стратегии, затем — истории мировой войны.
Участвовал в операции ГПУ «Трест».
Скончался в Москве. Похоронен на кладбище Новодевичьего монастыря, у стен Смоленского собора. Могила находится неподалеку от могилы генерала А. А. Брусилова, которая находится на противоположной стороне собора.
Постамент на могиле выполнен в виде «сломанной колонны», ассоциируемой с масонским символизмом.

## Семья
- 1-й брак (с 1888 г.), окончившийся разводом — Лидия Калиниковна, урожд. Коноваленко (1870—?)[6]
  - Дочь — Наталья (1890—1958), ставшая впоследствии монахиней в Воскресенско-Покровском женском монастыре в с. Нежадово. После закрытия монастыря жила сначала на станции Сиверская Ленинградской области, затем была выслана из Ленинградской области и поселилась в Муроме[7].
- 2-й брак — Мария (Марфа) Михайловна, урожд. Казакевич
  - Дочь — Ольга (1892—1968). Её муж — Василий Владимирович Попов (1885—1938), полковник, преподаватель в Военной академии механизации и моторизации РККА. Репрессирован[8]. Реабилитирован в 1957 году. Ольга Андреевна была арестована в 1937 году[9], а в 1939 освобождена[10].
    - Внучка — Ирина Васильевна Зайончковская[11] (г.р.1917)

Сестра Анна Медардовна — жена Евгения Николаевича Какурина, её сын — Николай Евгеньевич Какурин; внук Анны Медардовны (сын её дочери Ольги) — митрополит Леонид (Лев Львович Поляков), епископ Русской Православной Церкви, митрополит Рижский и Латвийский.
Сестра Зинаида Медардовна — жена Дмитрия Васильевича Путяты

## Награды

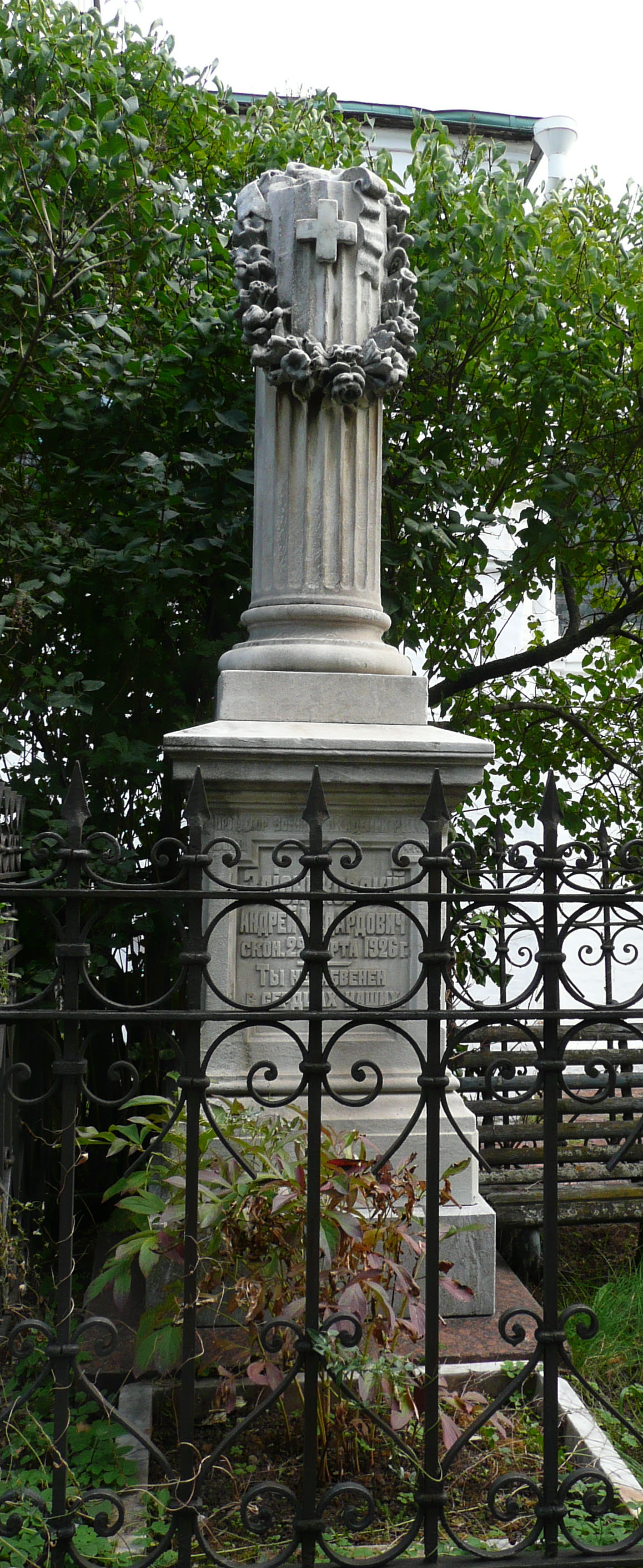
Могила А. М. Зайончковского в Новодевичьем монастыре

- Орден Святого Станислава 3-й ст. (1889)
- Орден Святой Анны 3-й ст. (1892)
- Орден Святого Станислава 2-й ст. (1894)
- Орден Святой Анны 2-й ст. (1897)
- Орден Святого Владимира 4-й ст. (1901)
- Орден Святого Владимира 3-й ст. (05.10.1904)
- Мечи к ордену Святого Владимира 3-й ст. (1905)
- Орден Святого Станислава 1-й ст. с мечами (1905)
- Золотое оружие «За храбрость» (08.01.1906)[12]
- Орден Святой Анны 1-й ст. (06.12.1909)
- Орден Святого Владимира 2-й ст. с мечами (02.01.1915)
- Орден Белого орла с мечами (02.01.1915)
- Мечи к ордену Святой Анны 1-й ст. (09.02.1916)

Иностранные:
- румынский Орден Короны, командорский крест (1899)
- болгарский Орден «Святой Александр» 3-й ст. (1899)
- итальянский Орден Святых Маврикия и Лазаря, командорский крест (1903)

## Труды
- Наступательный бой по опыту действий генерала Скобелева в сражениях под Ловчей, Плевной (27 и 30 августа) и Шейново: Исслед. Ген. штаба кап. А. Заиончковского. — Санкт-Петербург: тип. С. Корнатовского, 1893. — 230, [3] с., 5 л. схем.
- Самостоятельность частных начальников: Увлечения и границы / Ген. штаба кап. А. Заиончковский. — Санкт-Петербург: В. Березовский, 1894. — [2], IV, 7—91 с.
- Сражение под Ловчей 22 августа 1877 года / Сост. Ген. штаба кап. А. Заиончковский. — Санкт-Петербург: В. Березовский, 1895. — 80 с., [3] л. карт., схем., план.
- Учебник прикладной тактики (выпуск 1—2, 1899—1900).
- Синопское сражение и Черноморский флот осенью 1853 года: С рис. и черт. / А. М. Заиончковский. — Санкт-Петербург: тип. Гл. упр. уделов, 1903. — [2], 97 с.
- Оборона Севастополя: Подвиги защитников: Краткий исторический очерк с иллюстрациями / Сост. полковник Зайончковский. — СПб.: Комитет по восстановлению памятников Севастопольской обороны, 1904. — 78 с., 1 л. карт : ил.
- Исторический путеводитель по Севастополю: составлен к 50-летию его обороны / под ред. А. М. Зайончковского. — Санкт-Петербург: [Тип. Гл. Упр. Уделов], 1907. — 295 c., [7] л. карт.
- Исторический путеводитель по Севастополю, СПб., 1907
- Восточная война 1853—1856 гг. в связи с современной ей политической обстановкой: Т. 1. — СПб.: Экспедиция заготовления государственных бумаг, 1908. — III, [1], 763 c., [2] л. портр.
- Восточная война 1853—1856 гг. в связи с современной ей политической обстановкой: Т. 2: Приложения. — СПб.: Экспедиция заготовления государственных бумаг, 1912. — XII, 452 c.: табл.
- Лейб-егеря в отечественную войну 1812 г. / Сост. А. М. Зайончковский. — Санкт-Петербург: т-во Р. Голике и А. Вильборг, 1912. — 91 с.
- Кульм: Памятка лейб-егеря / Сост. А. Заиончковский. — Санкт-Петербург: тип. Р. Голике и А. Вильборг, 1913. — 60, [7] с.
- Стратегический очерк войны 1914—1918 гг.: Ч. 6. Период от прорыва Юго-западного фронта в мае 1916 г. до конца года / составил А. М. Зайончковский. — Москва: Высший военный редакционный совет, 1923.—138 с., 7 л. схем.
- Стратегический очерк войны 1914—1918 гг. Часть VII. Кампания 1917 г. (сост.). 1923. (недоступная ссылка)
- Мировая война 1914—1918 гг. Москва, 1923 (2-е изд. — Воениздат. 1924, 3-е изд. — Воениздат. 1938—1939).
- Подготовка России к империалистической войне: очерки военной подготовки и первоначальных планов: по архивным документам / со вступ. ст. М. Н. Тухачевского; Штаб РККА, Упр. по исслед. и использованию опыта войн. — Москва: Государственное военное издательство, 1926. — 446 с.: схем., карт.
- Подготовка России к мировой войне в международном отношении / А. Зайончковский; Штаб РККА, Упр. по исслед. и использованию опыта войн; Предисл. и под ред. М. П. Павловича. — [Л.]: Ленинград: Воен. тип. Упр. делами Наркомвоенмор и РВС СССР, 1926. — 398 с. Так же доступна на сайте НЭБ.
- Мировая война. Маневренный период 1914—1915 годов на русском (европейском) театре: с приложением альбома схем / А. М. Зайончковский Военная академия РККА им. М. В. Фрунзе. — Москва; Ленинград: Государственное издательство, Отдел военной литературы, 1929. — 415 с.

### Редактирование
- Исторический путеводитель по Севастополю: составлен к 50-летию его обороны / под ред. А. М. Зайончковского. — Санкт-Петербург: [Тип. Гл. Упр. Уделов], 1907. — 295 c., [7] л. карт.

## Переиздания
- Первая мировая война. Полигон, 2000 г. — ISBN 5-89173-082-0, ISBN 5-89173-174-6
- Восточная война. 1853—1856. В двух томах, в трёх книгах. Полигон, 2002 г. — ISBN 5-89173-159-2 (Том I — ISBN 5-89173-156-8; Том II, часть первая — ISBN 5-89173-157-6; Том II, часть вторая — ISBN 5-89173-158-4)